# (100626) 1997 UE2
1997 يو إي 2 (ويعرف أيضًا باسم (100626) 1997 يو إي 2 وفق تسمية الكوكب الصغير) (بالإنجليزية: 1997 UE2)‏ هو كويكب ضمن حزام الكويكبات؛ وترتيبه 100626 من حيث الاكتشاف.
اكتُشف هذا الجُرم الفلكي بواسطة تاكيشي أوراتا ‏ في 21 أكتوبر 1997.

## وصلات خارجية
- (100626) 1997 UE2 في قاعدة بيانات مختبر الدفع النفاث لأجرام النظام الشمسي الصغيرة

- الاكتشاف · مخطط المدار ·  العناصر المدارية · المعلمات المادية

- (100626) 1997 UE2 على موقع ويكي سكاي: DSS2, SDSS, GALEX, IRAS, Hydrogen α, X-Ray, Astrophoto, Sky Map, Articles and images